# (292220) 2006 SU49
(292220) 2006 SU49 – planetoida z grupy Apolla, przelatująca w pobliżu Ziemi.

## Odkrycie
Planetoida została odkryta 20 września 2006 roku w ramach projektu Spacewatch.
Nazwa planetoidy jest tymczasowa.

## Orbita
Trajektoria (292220) 2006 SU49 nachylona jest do płaszczyzny ekliptyki pod kątem 2,52°. Na jeden obieg wokół Słońca ciało to potrzebuje rok i 248 dni, krążąc w średniej odległości 1,41 j.a. od Słońca. Zaliczany jest do planetoid bliskich Ziemi i jej potencjalnie zagrażających.

## Właściwości fizyczne
(292220) 2006 SU49 ma średnicę szacowaną na ok. 0,38 km i nieregularny kształt. Jego jasność absolutna to 19,5m.